# 축구 선수
축구 선수(蹴球選手, 영어: Football player)는 축구를 전문적으로 하는 선수 따위를 일컫는 말이다.

## 포지션
축구의 포지션은 일차적으로 골키퍼, 수비수, 미드필더, 공격수로 나뉘며, 그중에서도 여러 가지 포지션으로 나뉜다.
- 골키퍼: 혼자만 다른 동료들과 다른 색의 유니폼을 입으며 이는 골키퍼만 손을 사용할 수 있기 때문이다. 원칙적으로 골키퍼가 넣은 골도 골로 인정되긴 하지만 골키퍼는 많은 득점이 아니라 적은 실점을 달성하기 위해 존재하는 포지션이므로 골키퍼가 득점하는 경우는 거의 없다.
- 수비수
  - 센터백: 중앙 수비수로 공을 막는 역할을 한다.
  - 풀백: 수비진 양 측면에 위치해서 수비를 담당한다.
- 미드필더
  - 중앙 미드필더: 공격과 수비를 조율하는 중원사령관으로 이 포지션이 주장을 맡는 경우가 많다. 자신의 편에서 가장 가운데에 위치한다.
  - 수비형 미드필더: 수비 1차 저지선 역할과 후방에서 전방으로 볼을 배급하는 등 공격의 시작점 역할을 한다.
  - 공격형 미드필더: 스트라이커 뒤에서 공격을 지휘하는 플레이메이커이다.
  - 윙어: 양 측면에 배치 되며 드리블 기술이 좋고 측면을 돌파하여 크로스를 올리거나 패스로 아군 공격수를 돕거나 때로는 중앙으로 들어와 슛으로 골을 넣기도 한다.
- 공격수
  - 중앙 공격수: 최전방에 배치되며 몸싸움과 위치선정 헤딩과 슈팅 능력이 좋고 득점을 하는 것이 1차 목표이다.
  - 세컨드 스트라이커: 중앙 공격수를 보조해주는 보조 포지션이다. 경우에 따라서는 직접 골을 기록하기도 한다.
  - 윙어: 양 측면에 배치 되며 드리블 기술이 좋고 측면을 돌파하여 크로스를 올리거나 패스로 아군 공격수를 돕거나 때로는 중앙으로 들어와 슛으로 골을 넣기도 한다.

## 선수의 수와 장비
- 안전: 경기자는 자신이나 다른 경기자에게 위험스러운 장비 또는 물건을 착용하거나 사용해서는 안 된다. (보석류 포함) 머리핀, 목걸이, 귀걸이, 반지, 시계의 착용이 일절 금지된다.
- 기본 장비: 경기자의 기본 장비는 상의, 하의(보온 바지를 착용할 경우는 하의의 기본 색상과 같아야 한다), 양말, 정강이 보호대, 신발로 이루어진다.
- 정강이 보호대: 스타킹으로 완전히 덮인 상태여야 하고, 적절한 재료로 만든 것(고무, 플라스틱 또는 이와 유사한 물질)이어야 하며, 보호의 정도에 무리가 없는 장비여야 한다.
- 골키퍼: 각 골키퍼는 다른 경기자나 주심 또는 부심과 구별되는 색의 옷을 착용해야 한다. 또한 일반적으로 골키퍼 장갑을 착용하며 때에 따라서 햇빛을 가리기 위해 캡 형태의 모자를 착용해도 무방하다.
- 위반/처벌: 본 규칙을 위반할 때에는

- 플레이를 중지시킬 필요가 있다.
- 경기자의 장비가 잘못되어 있으면
- 이미 장비를 바르게 했을 경우를 포함하고 다음 경기가 중단되었을 때 경기장 밖으로 내보낸다.
- 어떤 선수건 경기장을 떠나 장비를 고친 뒤 주심의 허락 없이는 재입장할 수 없다.
- 주심은 그를 경기장에 재입장하도록 허락하기 전에 경기자의 장비가 올바른지 점검하지 않아도 된다.
- 경기자는 볼이 아웃 오브 플레이 때에만 재입장이 허용된다. 본 규칙의 위반으로 경기장을 떠났다가 주심의 허락 없이 경기장에 입장(또는 재입장)했을 때, 주심은 옐로카드를 보여 경고 조치한다.
- 복장규정: 복장이 분리되었을 경우 즉각 재착용해야 하며 퇴장의위험이 있을 수 있다.
- 플레이의 재개: 주심이 선수의 장비와 관련하여 경고 조치를 행하려고 플레이를 중지시켰다면 볼이 있던 지점에서 상대팀의 간접 프리킥으로 경기를 재개한다.[1]

## 같이 보기
- 축구 선수 목록
- A매치 100경기 이상 출전한 축구 선수 명단
- 경기 중 사망한 축구 선수 목록
- 골 셀러브레이션
- 노동조합
- 운동 선수
- 야구 선수
- 농구 선수
- 배구 선수